# Figura (rodzaj)
Figura – rodzaj chrząszczy z rodziny biedronkowatych i plemienia Epilachnini. Endemiczny dla regionu Wielkiego Rowu Zachodniego w Afryce. Obejmuje 7 opisanych gatunków.

## Morfologia
Chrząszcze o ciele długości od 2,8 do 4,1 mm, w zarysie owalnym, z wierzchu wyraźnie wysklepionym i owłosionym. Ubarwienie przedplecza jest żółte, rudobrązowe lub czarne, pokryw zaś jasnobrązowe, pomarańczowe lub czerwone z czarnymi plamkami lub czarnym obrzeżeniem, rzadziej czarne z czerwonymi plamkami.
Poprzeczna, nieschowana głowa ma niezmodyfikowane czoło, krótki, pozbawiony bruzd nadustek o równoległych bokach i prostej lub lekko wykrojonej krawędzi przedniej oraz mocno poprzeczną, na krawędzi przedniej wykrojoną wargę górną. Oczy złożone są rozstawione na odległość wynoszącą między ½ a ¾ szerokości głowy, najbliższe sobie od strony ciemienia. Czułki zbudowane są z jedenastu członów, z których trzonek i nóżka są podobnych szerokości, te od trzeciego do piątego są wydłużone, a te od szóstego do ósmego prawie kwadratowe do poprzecznych. Buławki czułków są symetryczne. Bruzdy czułkowe na spodzie i wierzchu głowy nie występują. Sierpowate żuwaczki mają wielozębne wierzchołki, bezzębne krawędzie tnące oraz dobrze wykształcone prosteki. Szczęki mają półkoliste kotwiczki, znacznie dłuższe od żuwek zewnętrznych i częściowo podzielone szwem pieńki, niezmodyfikowane i sierpowate żuwki wewnętrzne oraz lekko wydłużone człony końcowe głaszczków szczękowych. Warga dolna ma dwukrotnie raza szerszy niż długi podbródek, mniej niż dwukrotnie szerszą niż dłuższą bródkę, owalny przedbródek z łuskowatymi wyrostkami na grzbietowej powierzchni, nagi języczek oraz tak długie jak człony poprzednie i wyraźnie od nich węższe człony końcowe głaszczków wargowych.
Tarczka ma zarys tak szerokiego jak długiego trójkąta. Pokrywy są matowo punktowane i mają krawędzi boczne na całej długości widoczne od góry. Podgięcia pokryw nie dochodzą do ich szczytów. Przedpiersie ma równomiernie łukowatą krawędź przednią, krótszą od połowy średnicy bioder część przedbiodrową i pozbawiony żeberek wyrostek międzybiodrowy. Śródpiersie ma przednią krawędź w całości wyniesioną i lekko wykrojoną, tylną zaś prostą lub zafalowaną. Zapiersie ma linie udowe po bokach pełne i wyraźnie odgięte, a pośrodku łączące się na wyrostku w prostą lub lekko falistą linię. Odnóża są krótkie i smukłe, o niezmodyfikowanych biodrach. Krętarze przedniej i środkowej pary są niezmodyfikowane i mają na powierzchniach wewnętrznych słabo zaznaczone jamki do chowania szczytów goleni. Golenie pozbawione są ostróg i żeberek na zewnętrznych krawędziach. Stopy mają podwójne pazurki z nabrzmiałymi nasadami.
U samców odwłok ma sześć widocznych na spodzie sternitów (wentrytów), u samic zaś pięć. Pierwszy z nich zaopatrzony jest w zaokrąglone, odgięte, po bokach niepełne linie udowe. Piąty z nich u samicy ma krawędź tylną zaokrągloną, a samca ściętą. Ósmy tergit u obu płci jest zaokrąglony. Genitalia samca cechują się pozbawioną kolców fallobazą, niesymetrycznym, spiczasto zakończonym płatem środkowym o gładkiej krawędzi zewnętrznej i bez wyrostków na krawędzi wewnętrznej. Dobrze wykształcone paramery są niesymetryczne i tak długie jak płat środkowy. Rozszerzone ku szczytowi prącie ma zredukowaną, T-kształtną kapsułę nasadową. Narządy rozrodcze samicy mają niezmodyfikowaną torebkę kopulacyjną, błonę łączącą paraprokty pozbawioną sklerytów przed gonokoksytami, a same gonokoksyty znacznie dłuższe niż szerokie, podługowato-owalne, zewnętrznej krawędzią przyrośnięte do paraproktów; brak jest spermateki, przewodów nasiennych, gruczołów dodatkowych i gonostylików, natomiast występuje para błoniastych, woreczkowatych struktur u podstawy jajowodu.

## Rozprzestrzenienie
Rodzaj ograniczony w swym zasięgu do regionu Wielkiego Rowu Zachodniego w krainie etiopskiej, podawany z Demokratycznej Republiki Konga, Burundi, Rwandy i Ugandy.

## Taksonomia
Takson ten wprowadzony został w 1986 roku przez Helmuta Fürscha pod nazwą Bambusicola. Jego gatunkiem typowym wyznaczona została Epilachna aberratica, opisana w 1975 roku przez tego samego autora. Bambusicola okazała się jednak być młodszym homonimem nazwy wprowadzonej w 1862 roku przez Johna Goulda, stąd w 2007 roku Andriej Ukrainski zastąpił ją nazwą Figura. W 2014 roku rewizja rodzaju opublikowana została przez Karola Szawaryna na łamach „European Journal of Entomology”.
Do omawianego rodzaju zalicza się siedem opisanych gatunków:
- Figura aberratica (Fürsch, 1975)
- Figura bambusae (Mader, 1941)
- Figura bitalensis Szawaryn, 2014
- Figura centralis (Sicard, 1912)
- Figura lineata Szawaryn, 2014
- Figura ruwenzorica Szawaryn, 2014
- Figura tonsa (Fürsch, 1986)